# Arbon
Arbon je město ve švýcarském kantonu Thurgau. Je sídlem stejnojmenného okresu a žije zde přibližně 15 tisíc obyvatel. Arbon je tak po Frauenfeldu a Kreuzlingenu třetím největším městem kantonu. Město leží na břehu Bodamského jezera a z turistického hlediska je známé především díky starému městu a promenádě u jezera. Za dominanty města jsou považovány hrad a hradní věž.

## Geografie
Arbon leží na výběžkovitém poloostrově na jižním břehu Bodamského jezera mezi Romanshornem a Rorschachem. Na jihu obec sousedí s územím kantonu St. Gallen. Nejbližším větším městem je St. Gallen. Od roku 1993 zde existuje přivaděč k dálnici A1. Arbon je součástí spádové oblasti města St. Gallen, takže St. Gallen je pro obyvatele Arbonu centrem kultury a nočního života.
Přestože rozloha města činí pouze 6,1 km², je rozděleno do šesti různých čtvrtí. Čtvrť Altstadt (Staré město) se nachází v centru města, má středověký původ a je protkána mnoha úzkými uličkami. Čtvrť Bergli je mírně vyvýšená. Je pojmenována podle vrchu Bergli, na kterém leží (asi 430 m n. m.). Jižní čtvrť zahrnuje bývalé dělnické osady z dob industrializace (Neustadt, Bleiche a Stacherholz) a má vysokou míru růstu. Na okraji města se usídlil zejména průmysl. Romanshornerstrasse, severozápadní průmyslová oblast a venkovské oblasti tvoří charakter čtvrti Scheidweg, která přechází do čtvrti Frasnacht. Stachen a Frasnacht jsou dříve samostatné obce, které byly v roce 1998 připojeny k Arbonu. Obě obce tvoří samostatné čtvrtě. Stachen urbanisticky srostl s Arbonem, zatímco s Frasnachtem je stále prostorově oddělen.
Ve čtvrti Scheidweg se podél břehu jezera nachází přírodní rezervace o rozloze asi dvou kilometrů čtverečních. Část území se nachází na katastru sousední obce Egnach.
Arbon se nachází na severním okraji Švýcarské plošiny, ohraničené Bodamským jezerem. Tato oblast byla vyhloubena poslední dobou ledovou (würmské chladné období) a její nejsvrchnější horninovou vrstvou je sladkovodní molasa. Samotné Bodamské jezero, stejně jako většina švýcarských jezer, protéká v pravém úhlu ke Švýcarské plošině; jezero je fluvioglaciálně erodovanou jazykovitou pánví rýnského ledovce z doby ledové, kterou vyplnil Rýn. Sídla na jezeře, k nimž patří i Arbon, se nacházejí na vyvýšenině bývalé boční morény zvané na švýcarské straně Seerücken.

## Historie

### Nejstarší historie
Břehy Bodamského jezera u Arbonu byly osídleny již v době kamenné. Archeologické vykopávky v letech 1885 a 1944 odhalily kůlové domy z doby kamenné a bronzové. Zpočátku se předpokládalo, že byly postaveny nad vodou, protože byly vztyčeny na kůlech. Nyní je však známo, že se nacházely na břehu a byly takto postaveny, protože půda byla bažinatá.
V římské době bylo Bergli pravděpodobně římskou pevností. Vyvýšená poloha a výhled na jezero byly strategicky důležité. Od roku 1957 se při pravidelných vykopávkách objevují pozůstatky pozdně římského opevnění. Latinský název Arbon, Arbor Felix (což znamená šťastný strom), se poprvé objevuje kolem roku 280 a v roce 300 je zmíněn v Itinerarium Antonini.
Podle kroniky Ammiana Marcellina procházel Arbonem v roce 378 císař Gratianus, když spěchal za svým strýcem Valensem, který táhl, aby se utkal s Góty v bitvě u Adrianopole.
V 8. století se oblast stala součástí území Franků.
V roce 610 se v Arbonu usadili irští mniši, kteří byli stoupenci svatého Kolumbána. Založili zde malou křesťanskou osadu Castrum. Jedním z těchto mnichů byl svatý Havel, zakladatel kláštera v St. Gallen. Zemřel v roce 627 v Arbonu. V roce 720 bylo na místě dnešního hradu postaveno franckým vojskem opevnění. Základy této rané pevnosti se dochovaly. První písemná zmínka o Arbonu je v Itinerarium Antonini z roku 771, kde je uveden jako in pago Arbonense.

### Středověk

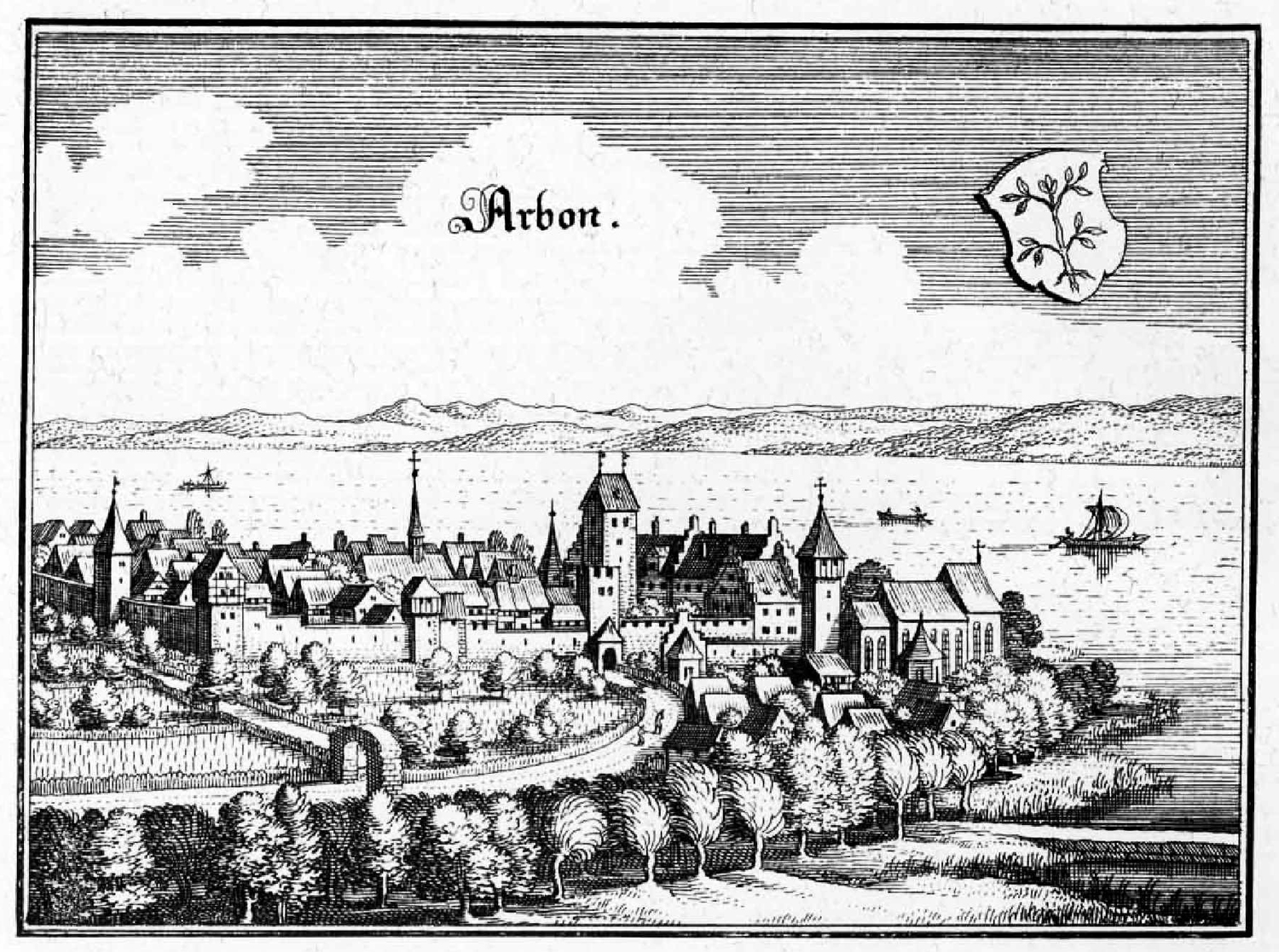
Vyobrazení Arbonu (1642)

Arbon spolu s většinou jižního břehu Bodamského jezera patřil ke knížecímu biskupství v Kostnici. V roce 1255 udělil biskup Eberhard von Waldburg Arbonu dispens od tržního práva v této oblasti a postavil městské hradby. V tomto století došlo k přílivu obyvatel z okolních statků. V letech 1262 až 1264 a znovu v roce 1266 pobýval v Arbonu mladý švábský vévoda Konradin, protože kostnický biskup byl jeho poručníkem. K farnosti Arbon patřila okolní města Steinach, Mörschwil, Horn, Goldach, Egnach, Roggwil a Steinebrunn.

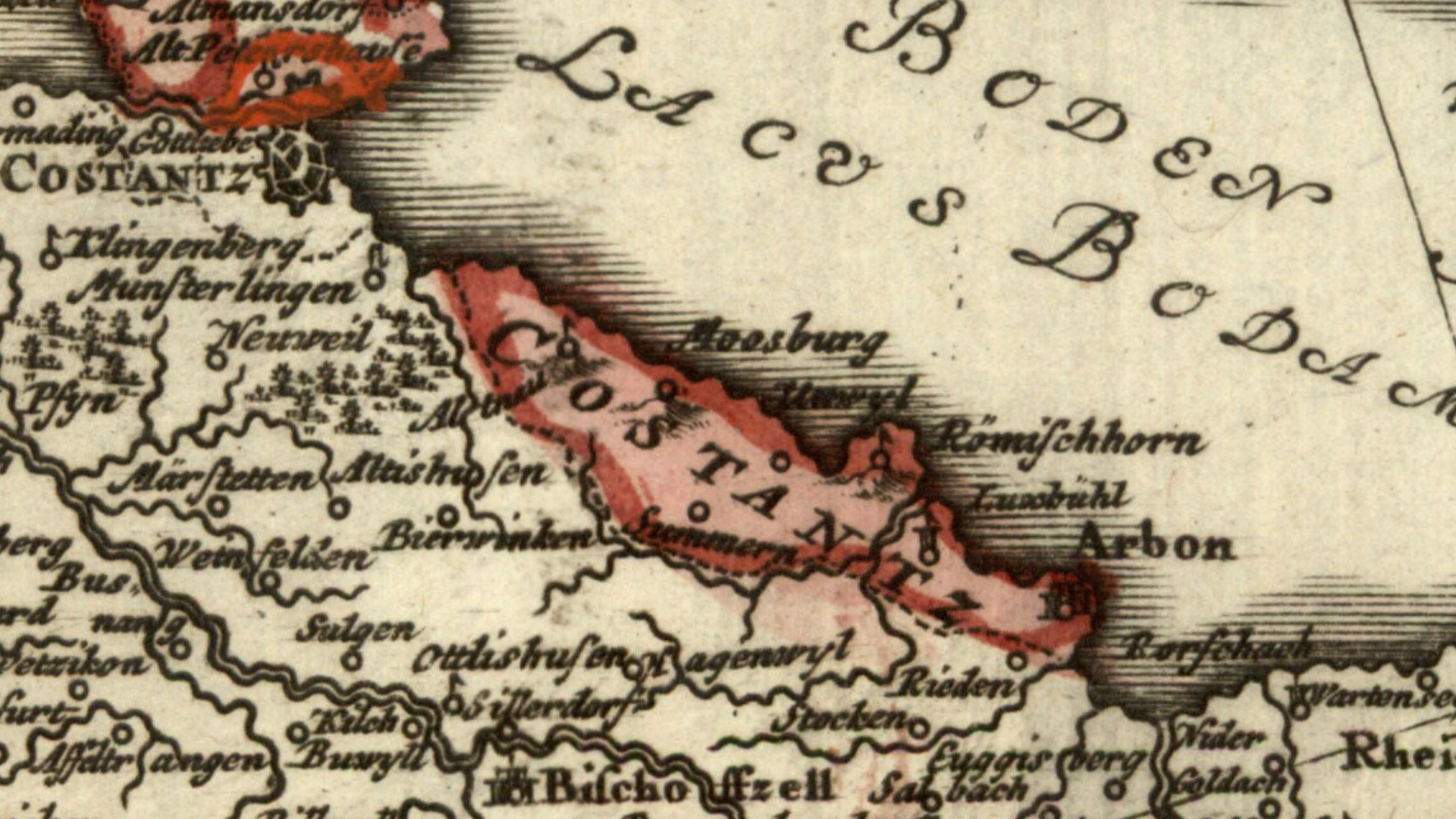
Arbon na mapě z 18. století

Ve 14. století došlo k dalšímu růstu. Arbon se stal hospodářsky významným městem na jezeře, které se kromě výroby plátna nadále věnovalo zemědělství a řemeslům. V letech 1322 až 1334 přestavěl biskup Rudolf z Montfortu rozpadající se pevnost. V roce 1335 udělil král Ludvík IV. Bavor Arbonu stejná městská práva jako říšskému městu Lindau. Požár z neznámé příčiny v roce 1390 zničil velkou část starého města. Druhý velký požár v roce 1494 byl připsán žhářství synů muže oběšeného za krádež.

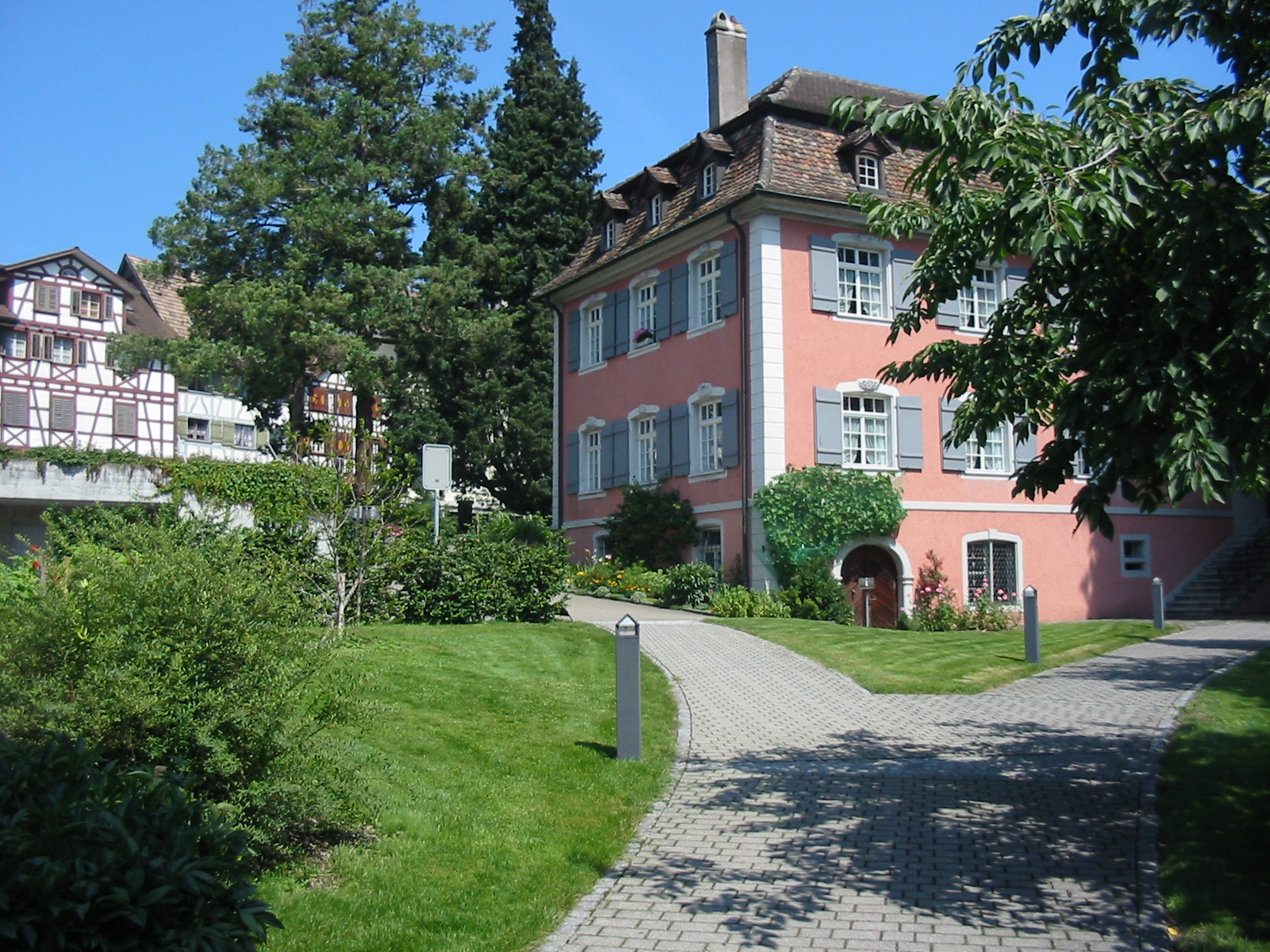
Rotes Haus v Arbonu

Když Thurgau v roce 1460 dobyla vojska Staré konfederace, ponechali si Arbon kostničtí biskupové. Ve Švábské válce v roce 1499 však ztratili občanská práva nad tímto územím a ponechali si pouze církevní nadvládu. Arbon se poté stal součástí Staré švýcarské konfederace.
Hrad Arbon v dnešní podobě nechal postavit v roce 1515 biskup Hugo von Hohenlandenberg. Věž je starší a pochází z roku 993.
V roce 1525 dorazily do Arbonu první známky reformace. V roce 1537 byl reformovaný sbor donucen vrátit kostel svatého Martina katolické církvi a scházet se v kapli v Erdhausenu, ačkoli katolíky zůstala jen malá část obyvatel. Náboženské konflikty pokračovaly až do 18. století. V roce 1712 vyhlásilo Thurgau rovnoprávnost různých vyznání.
V 18. století vznikl v Arbonu plátenický a vyšívací průmysl. Průmyslníci si v této oblasti postavili atraktivní vily, například „Rotes Haus“ postavený v roce 1750.
V roce 1798 bylo Thurgau spolu s velkou částí Švýcarska obsazeno francouzskými vojsky. Přijetím švýcarské ústavy skončila závislost Arbonu na kostnických biskupech. Zástupce biskupa Franz Xaver Wirz von Rudenz byl nucen město opustit. V roce 1803 se Arbon stal součástí nového kantonu Thurgau. V letech 1803–1815 byly Arbon a Horn (exkláva v kantonu St. Gallen) spojeny v jednu obec.

### Moderní historie

Arbon, letecký pohled (1929)

V 19. století se Arbon rozvinul v hospodářské a průmyslové centrum. Stalo se tak především díky průkopnickému úsilí průmyslníka Franze Saurera, který v roce 1863 přestěhoval svou slévárnu ze St. Gallenu do Arbonu. Od roku 1888 jeho továrna vyráběla nejrůznější stroje a motory. Až do roku 1983 vyráběla továrna Adolph Saurer AG nákladní automobily a autobusy a do roku 1986 také vojenská vozidla. Ve 21. století továrna vyrábí pouze textilní stroje. V době svého největšího rozmachu zaměstnávala továrna 5000 pracovníků. I díky industrializaci počet obyvatel vzrostl z 660 v roce 1844 na více než 10 000 na přelomu století.
Od počátku 20. století žije v Arbonu početná menšina cizinců. Napětí mezi etnickými skupinami vedlo v roce 1902 k nepokojům s několika oběťmi na životech.
V roce 1911 se v Arbonu konal Mezinárodní socialistický kongres. Od 20. do 50. let 20. století držela ve městě moc sociálnědemokratická většina a město bylo známé jako „rudý Arbon“.

## Obyvatelstvo
V letech 1860 až 1910 došlo k prudkému nárůstu počtu obyvatel v důsledku usazování různých průmyslových odvětví. Mezitím se Arbon dokonce stal největším městem kantonu Thurgau. Během druhé světové války způsobila blízkost Arbonu k Německé říši (na opačné straně jezera) a útěk obyvatelstva z okrajových oblastí Švýcarska výrazný úbytek obyvatel, který se však po válce rychle obnovil.
| Vývoj počtu obyvatel | Vývoj počtu obyvatel | Vývoj počtu obyvatel | Vývoj počtu obyvatel | Vývoj počtu obyvatel | Vývoj počtu obyvatel | Vývoj počtu obyvatel | Vývoj počtu obyvatel | Vývoj počtu obyvatel | Vývoj počtu obyvatel | Vývoj počtu obyvatel | Vývoj počtu obyvatel | Vývoj počtu obyvatel | Vývoj počtu obyvatel | Vývoj počtu obyvatel | Vývoj počtu obyvatel | Vývoj počtu obyvatel | Vývoj počtu obyvatel | Vývoj počtu obyvatel | Vývoj počtu obyvatel |
| -------------------- | -------------------- | -------------------- | -------------------- | -------------------- | -------------------- | -------------------- | -------------------- | -------------------- | -------------------- | -------------------- | -------------------- | -------------------- | -------------------- | -------------------- | -------------------- | -------------------- | -------------------- | -------------------- | -------------------- |
| Rok                  | 1850                 | 1860                 | 1870                 | 1880                 | 1888                 | 1900                 | 1910                 | 1920                 | 1930                 | 1941                 | 1950                 | 1960                 | 1970                 | 1980                 | 1990                 | 2000                 | 2010                 | 2018                 | 2022                 |
| Počet obyvatel       | 1427                 | 1582                 | 1919                 | 2471                 | 3073                 | 5677                 | 10299                | 9393                 | 8615                 | 8570                 | 9485                 | 12287                | 13122                | 12333                | 12415                | 12906                | 13512                | 14533                | 15371                |

Stejně, jako na mnoha místech kantonu Thurgau, jsou i v Arbonu obyvatelé rozděleni mezi evangelické reformované a římskokatolické křesťanské vyznání. Svědčí o tom různé kostely: kostel svatého Martina je katolický, stejně jako přilehlá Havlova kaple. Reformovaný kostel ve čtvrti Bergli je evangelický. Nachází se zde také Křesťanské společenství Arbon.

## Hospodářství
Arbon je nejvýznamnějším průmyslovým centrem Horního Thurgau. Až do 80. let 20. století byla nejvýznamnějším zaměstnavatelem společnost Adolph Saurer AG, která vyráběla nákladní automobily, vyšívací stroje a tkalcovské stavy. V současnosti se tato společnost specializuje pouze na vyšívací stroje a je vlastněna společností OC Oerlikon. 
V okolí Arbonu se v průběhu let usadily další střední a větší podniky, jako například Bruderer AG, koželužna Gimmel a Otto Keller AG. Dalším významným hospodářským faktorem je cestovní ruch. Arbon úspěšně propaguje svou polohu u Bodamského jezera a každoročně pořádá vlastní festival u jezera.

## Doprava

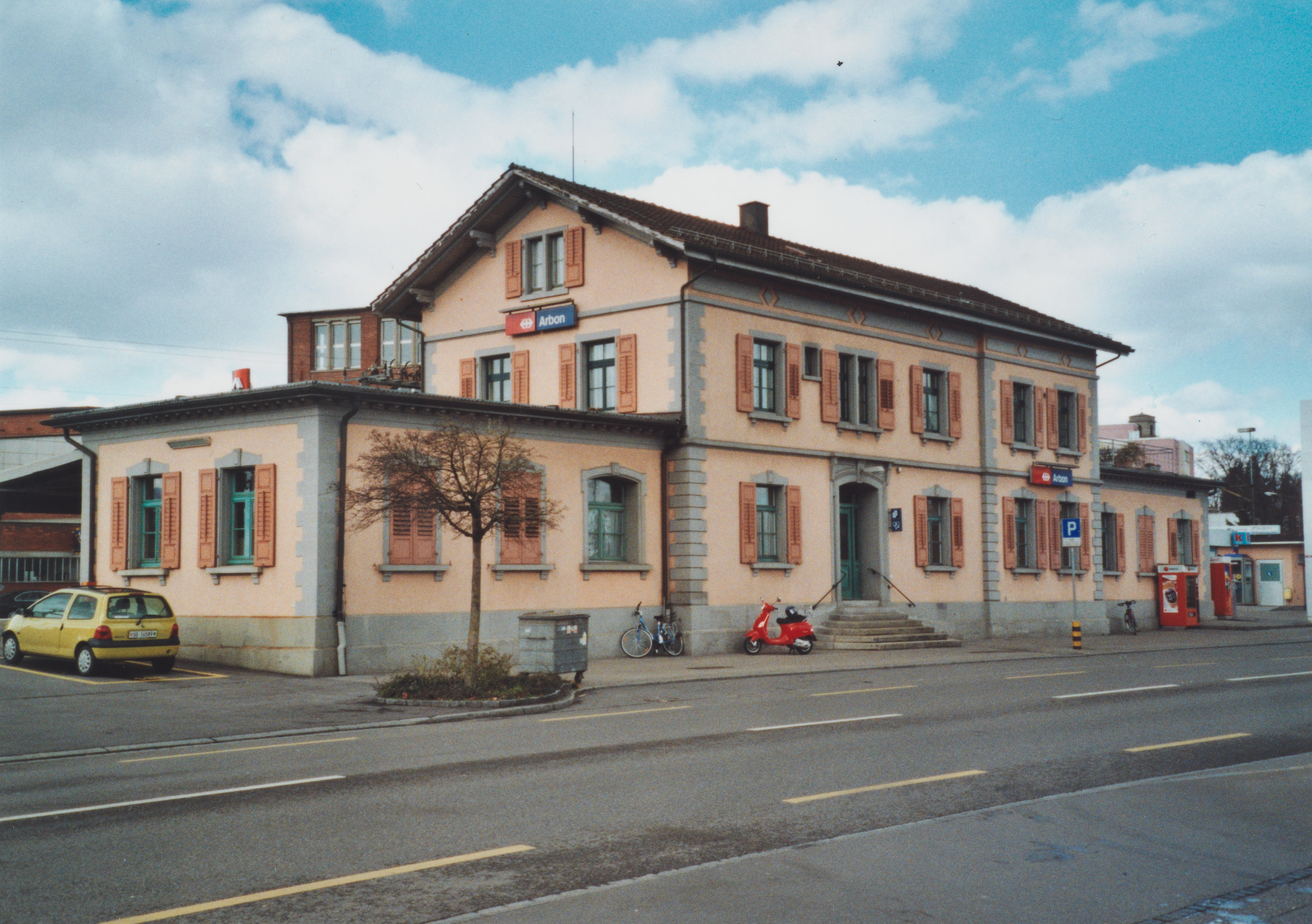
Železniční stanice Arbon

Arbon je každou půlhodinu spojen vlaky tzv. trati Seelinie (Rorschach – Romanshorn – Kreuzlingen) s rychlíkovými stanicemi Romanshorn a Rorschach. Město je obsluhováno jak železniční stanicí Arbon, tak zastávkou Arbon Seemoosriet, která byla otevřena v roce 2007.
Od roku 1993 má Arbon dálniční přivaděč k dálnici A1. To zlepšilo dopravní spojení Arbonu, zejména ve směru St. Gallen – Curych a údolí Rýna; předtím vedla do St. Gallenu pouze klikatá kantonální silnice.

## Osobnosti
- Svatý Havel (asi 550–646), irský mnich a misionář, žil a zemřel v Arbonu
- Felix Baumgartner (* 1969), rakouský extrémní sportovec, žije v Arbonu
- Tunahan Cicek (* 1992), švýcarský fotbalista, narodil se v Arbonu